# پاراگودا
پاراگودا (به لاتین: Paragoda) یک منطقهٔ مسکونی در سری‌لانکا است که در استان مرکزی (سری‌لانکا) واقع شده‌است.